# Křivoš
Rozhledna Křivoš se nachází jihovýchodně od vesnice Zahrada, části obce Kaly v okrese Brno-venkov, na stejnojmenném vrcholu s nadmořskou výškou 464 m.
Postavena byla v roce 2004, o její vybudování se zasloužila obec Kaly a mikroregion Porta, podobně tomu bylo i u sousední rozhledny Babylón. Jedná se o jednoduchou dřevěnou rozhlednu vysokou 7 metrů, zastřešená vyhlídková plošina ve výšce 5 metrů je volně přístupná po žebříku. Výhled je především jižním směrem k Dolním Loučkám a k Tišnovu. K rozhledně vede modře značená turistická trasa.